# Izydor Jabłoński

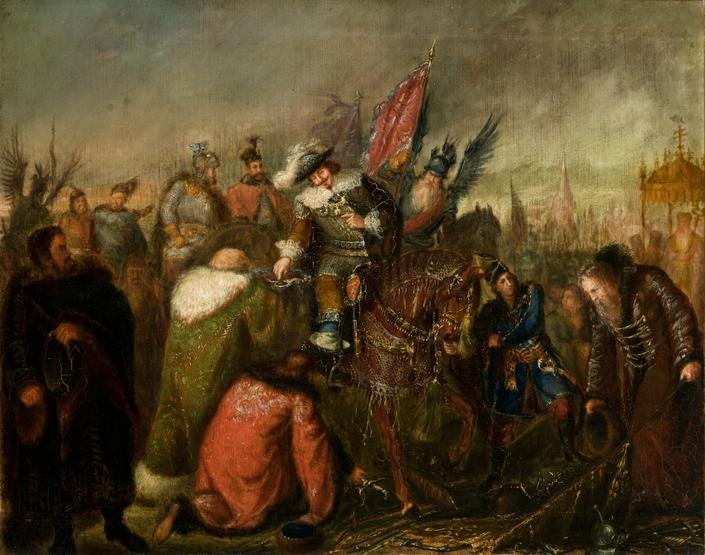
Władysław IV po bitwie pod Smoleńskiem

Izydor Jabłoński właściwe Izydor Piotr Jabłoński Pawłowicz (ur. 4 kwietnia 1835 w Krakowie, zm. 13 listopada 1905 tamże) – malarz krakowski, profesor Krakowskiej Szkoły Sztuk Pięknych, przyjaciel i biograf Jana Matejki.

## Życiorys

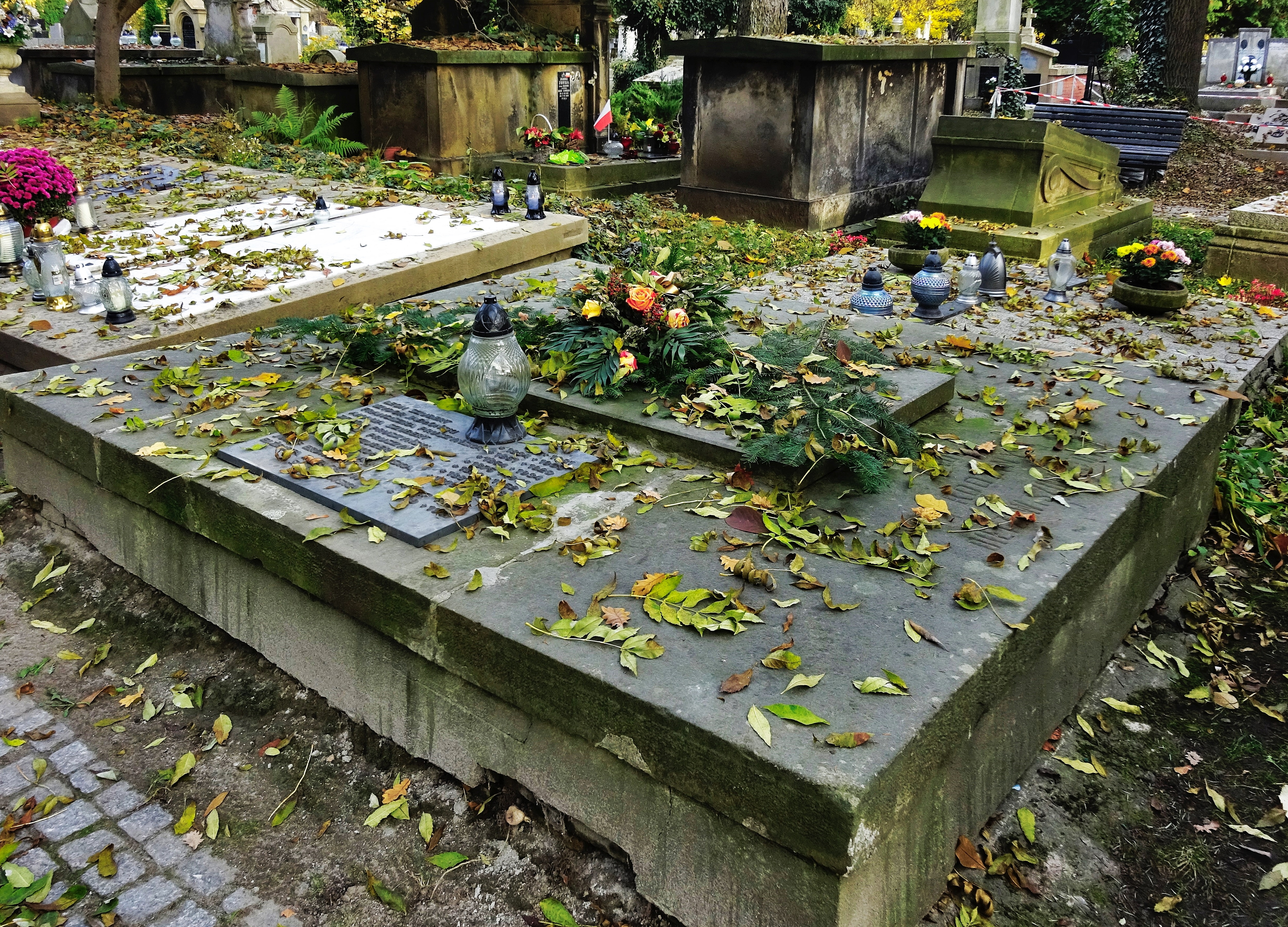
Grób Izydora Jabłońskiego na Cmentarzu Rakowickim w Krakowie

W latach 1848–1856 studiował malarstwo w krakowskiej Szkole Sztuk Pięknych u Wojciecha Stattlera, Władysława Łuszczkiewicza oraz rzeźbę u Henryka Kossowskiego. Studia uzupełniał w Monachium (w I 1858 r. zgłosił się do Akademii Sztuk Pięknych w Monachium – Antikenklasse) i Rzymie. W latach 1860–1861 podróżował po Bałkanach i Bliskim Wschodzie, a w 1873 po Rosji. W latach 1877–1895 był profesorem krakowskiej Szkoły Sztuk Pięknych, a w latach 1877–1899 był rzeczoznawcą sądowym w sprawach dotyczących dzieł sztuki.
Zajmował się głównie tematyką religijną, stworzył wiele polichromii w kościołach Małopolski.
Był nauczycielem wielu malarzy środowiska krakowskiego, m.in. Józefa Mehoffera, Edwarda Okunia, Wojciecha Weissa, Ludwika Stasiaka, Stanisława Wyspiańskiego, Zefiryna Ćwiklińskiego.
W roku 1879 pełnił funkcję dyrektora Towarzystwa Przyjaciół Sztuk Pięknych w Krakowie.
Pochowany został na Cmentarzu Rakowickim w Krakowie, w grobowcu rodziny Szubertów, w kwaterze 5.
W kościele pw. Świętego Krzyża w Krakowie znajduje się epitafium rodzinne Jabłońskich: Izydora oraz jego brata Leona Jabłońskiego – rzeźbiarza.

## Dzieła (wybór)
- Polichromia w kościele oo. Misjonarzy w Krakowie (1862-1864)
- Rekonstrukcja polichromii kaplicy Świętokrzyskiej na Wawelu (1870) wykonanie kompozycji Znalezienia Krzyża Świętego oraz Źródła Życia.
- Odnowa polichromii w kaplicy Lipskich w katedrze wawelskiej.
- obraz św. Augustyna do kościoła św. Katarzyny w Krakowie oraz obraz Matki Boskiej Bolesnej do kościoła Mariackiego.
- Trzy obrazy ołtarzowe w kościele w Pszczonowie (1880)